# Western & Southern Open 2019
Das Western & Southern Open 2019 ist der Name eines Tennisturniers der WTA Tour 2019 für Damen sowie eines Tennisturniers der ATP Tour 2019 für Herren, welche zeitgleich vom 11. bis 18. August 2019 in Mason, Ohio bei Cincinnati stattfanden.

## Herren
→ Qualifikation: Western & Southern Open 2019/Herren/Qualifikation

## Damen
→ Qualifikation: Western & Southern Open 2019/Damen/Qualifikation